# Iosif Serciuk
Iosif Serciuk (n. 1919 - d. 6 noiembrie 1993, Tel Aviv), a fost comandant în timpul celui de-al Doilea Război Mondial al partizanilor evrei la o unitate din Lublin, în Polonia. După război, el a participat la procesele penale de cercetare a naziștilor și a primit recunoașterea specială din partea statului Israel.

## Biografie
După ce părinții săi și alți membri ai familiei au fost uciși în ghetou în 1941, Iosif și fratele său, David, au fost luați în lagărul de exterminare Sobibor. După o zi în lagăr, el a fugit cu fratele său în cea mai apropiată pădure și împreună cu alți fugari el a fondat nucleul unui grup de partizani. În timpul războiului, grupul de partizani  condus de evrei scăpați din ghetou a acționat în apropierea Sobiborului. Grupul a inclus, de asemenea, pe scriitorul Dov Freiberg.
După război, Iosif a luat parte la localizarea criminalilor de război naziști în Europa, și a servit în calitate de martor în procesul de la Nürnberg. Apoi s-a întors la Polonia și a vrut să emigreze în Israel, dar a fost refuzat.
În 1950, Serciuk a obținut un pașaport și a mers în Israel. Imediat după sosirea în Israel, el a fost înrolat ca soldat în armata israeliană. După serviciul militar, s-a căsătorit, s-a stabilit în Yad Eliyahu în Tel Aviv și a început activitatea de afaceri și antreprenoriat.
De-a lungul anilor, Serciuk a mers în Europa de mai multe ori pentru a depune mărturie în procesele criminalilor de război naziști. Într-unul dintre ele, procesul Oberscharführerului Hugo Raschendorfer, el a fost singurul martor de urmărire penală. După ce Raschendorfer a fost condamnat la închisoare pe viață, lui Serciuk i-a fost acordat un premiu special de la Departamentul pentru Investigarea Crimelor Naziste al Poliției statului Israel.
În 1967, Levi Eshkol, prim-ministrul israelian, i-a dat Medalia Luptătorilr contra Naziștilor, iar în 1968 a primit în plus Fighters Medal.
Joseph Serciuk a murit în 1993, în Tel Aviv, la vârsta de 74 de ani. El a fost căsătorit, și a lăsat în urmă nouă copii și mai mult de o sută de nepoți și strănepoți.